# Audacious (lớp tàu sân bay)
Lớp tàu sân bay Audacious là một lớp tàu sân bay hạm đội của Hải quân Hoàng gia Anh Quốc, được Chính phủ Anh đề nghị trong những năm 1930 - 1940, nhưng việc chế tạo bị kéo dài và không kịp để tham gia Chiến tranh Thế giới thứ hai. Thoạt tiên dự định bao gồm bốn chiếc, chỉ có hai chiếc HMS Audacious (D29) và HMS Ark Royal (R09) được hoàn tất, và trở thành xương sống trong hoạt động của Hải quân Hoàng gia cho đến khi được đưa về lực lượng dự bị và bị tháo dỡ vào cuối những năm 1970.

## Thiết kế

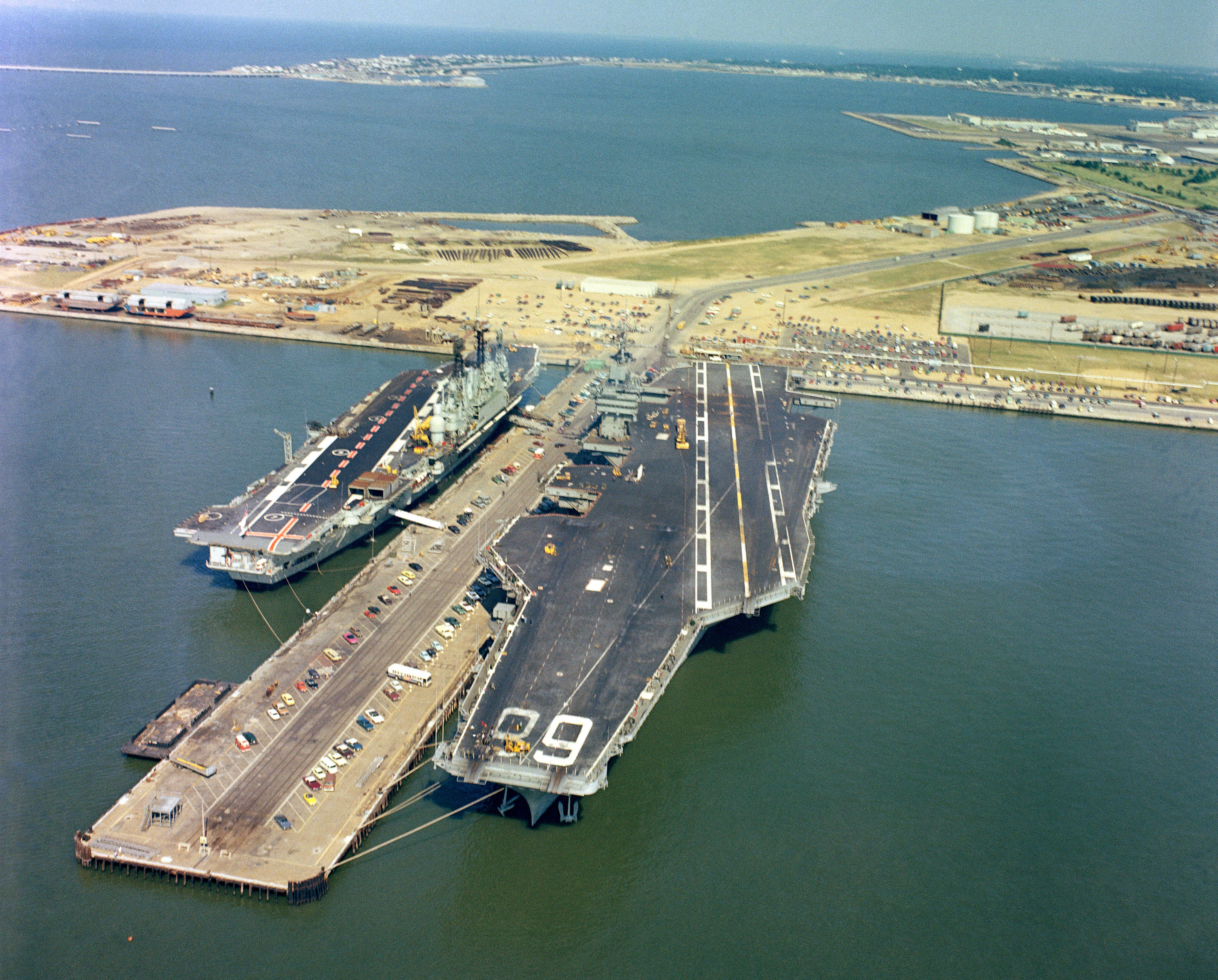
HMS Ark Royal (trái) cạnh tàu sân bay Mỹ USS Nimitz vào năm 1978.

Lớp Audacious thoạt tiên được thiết kế như một phiên bản mở rộng của lớp tàu sân bay Implacable với hai tầng sàn chứa máy bay. Tuy nhiên, người ta đã nhận ra khoảng sáng trần của các hầm chứa sẽ không đủ cho các kiểu máy bay mới dự định đưa, nên thiết kế được mở rộng một cách đáng kể.

## Chế tạo
Bốn chiếc đã được đặt hàng trong những năm 1942-1943 vào lúc cao trào của Thế Chiến II như một phần của chương trình xây dựng lực lượng hải quân của Anh Quốc: HMS Africa (D06), HMS Ark Royal (91), HMS Audacious (D29) và HMS Eagle (94). Khi chiến tranh kết thúc, việc chế tạo Africa và Eagle bị hủy bỏ, và công việc hoàn tất hai chiếc kia bị tạm ngưng.
Được đặt lườn năm 1942 tại xưởng đóng tàu của hãng Harland and Wolff ở Belfast, Audacious được đổi tên thành Eagle (R05) vào đầu năm 1946 tiếp nối chiếc tàu sân bay tiền nhiệm HMS Eagle (1918) bị đánh chìm tại Địa Trung Hải vào năm 1942, và sau khi kế hoạch chế tạo chiếc Eagle cùng lớp bị hủy bỏ. Nó được hạ thủy vào tháng 3 năm 1946 và đi vào hoạt động từ tháng 10 năm 1951.
Được đặt tên theo chiếc tàu sân bay tiền nhiệm Ark Royal (91) bị đánh chìm gần Gibralta vào năm 1942, công việc chế tạo Ark Royal (R09) được khởi sự vào năm 1943 tại xưởng đóng tàu của hãng Cammell Laird ở Birkenhead. Nó được hạ thủy vào năm 1950 và đưa ra hoạt động năm 1955.
Khi công việc chế tạo Eagle và Ark Royal tiến triển, chúng khác biệt nhau đáng kể, đến mức nhiều tác giả xếp loại chúng như những chiếc dẫn đầu (và duy nhất) trong lớp riêng biệt. Chúng trở thành xương sống trong hoạt động của Hải quân Hoàng gia trong những năm sau chiến tranh, và được cải biến đáng kể.

## Những chiếc trong lớp
| Tàu             | Đặt lườn             | Hạ thủy             | Hoạt động           | Số phận                                                                               |
| Eagle (R05)     | 24 tháng 10 năm 1942 | 19 tháng 3 năm 1946 | 5 tháng 10 năm 1951 | Đổi tên từ Audacious (D29) thành Eagle (R05) 1946; ngừng hoạt động 1972; tháo dỡ 1978 |
| Ark Royal (R09) | 3 tháng 5 năm 1943   | 3 tháng 12 năm 1950 | 25 tháng 2 năm 1955 | Ngừng hoạt động tháng 12 năm 1978; tháo dỡ 1980                                       |
| Eagle (94)      |                      |                     |                     | Hủy bỏ 15 tháng 10 năm 1945                                                           |
| Africa (D06)    |                      |                     |                     | Đặt hàng lại thuộc lớp Malta; hủy bỏ 15 tháng 10 năm 1945                             |